# Ironside
Ironside (w Wielkiej Brytanii A Man Called Ironside) – amerykański serial telewizyjny w reżyserii Colliera Younga, wyświetlany w latach 1967–1975 przez stację telewizyjną NBC.

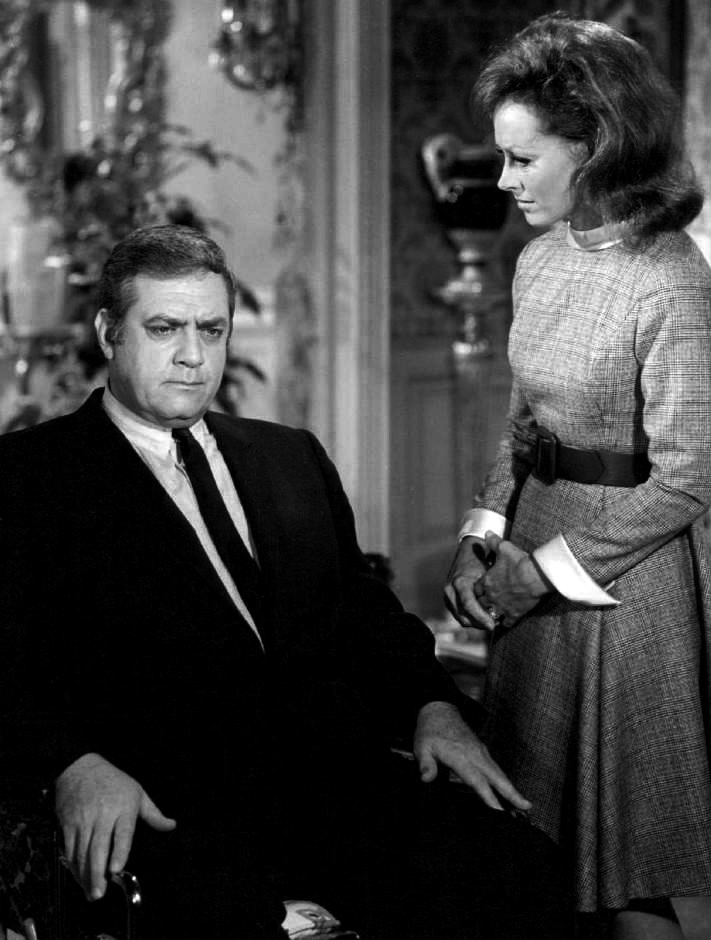
Raymond Burr jako Ironside

Tytułowym bohaterem filmu jest Ironside (Raymond Burr) – głównodowodzący specjalnej jednostki policji w San Francisco (SFPD). Postrzelony podczas napadu, zostaje sparaliżowany od pasa w dół. Pozostaje jednak w policji i prowadzi dochodzenia, poruszając się na wózku inwalidzkim. Pomagają mu detektyw sierżant Ed Brown, komisarz Eve Whitfield i Mark Sanger.
W Polsce serial był wyświetlany w ramach bloku telewizyjnego Telewizji Polskiej Studio 2.

## Obsada
- Raymond Burr jako Robert T. Ironside (wszystkie 199 odcinków)
- Don Galloway jako detektyw sierż. Ed Brown (199)
- Don Mitchell jako komisarz Mark Sanger (199)
- Barbara Anderson jako oficer Eve Whitfield (105)[1]
- Elizabeth Baur jako Fran Belding (89)
- Gene Lyons jako komisarz Dennis Randall (66)
- Johnny Seven jako por. Carl Reese (30)
- Lee Miller jako oficer policji (17)

W epizodach wystąpili m.in.: Harrison Ford, William Shatner, David Carradine, Scott Glenn, Elena Verdugo, Dana Elcar, John Saxon, Pernell Roberts, Burgess Meredith, William Schallert, William Smith, Bo Svenson, Louise Latham, Jackie Coogan, William Devane, George Kennedy, Donnelly Rhodes, Martin Sheen, Joel Grey, Earl Holliman, Roddy McDowall, Suzanne Pleshette, Leslie Nielsen, Andrew Robinson, David Soul, George Takei, Jodie Foster, Mako, Kathleen Quinlan, Cloris Leachman, Anne Archer, Loretta Swit, Bruce Lee, Vincent Gardenia, M. Emmet Walsh, Rod Serling, Zalman King, Joe Turkel, Quincy Jones, Cheryl Ladd, Michael Ontkean, O.J. Simpson.